# Moura Lympany

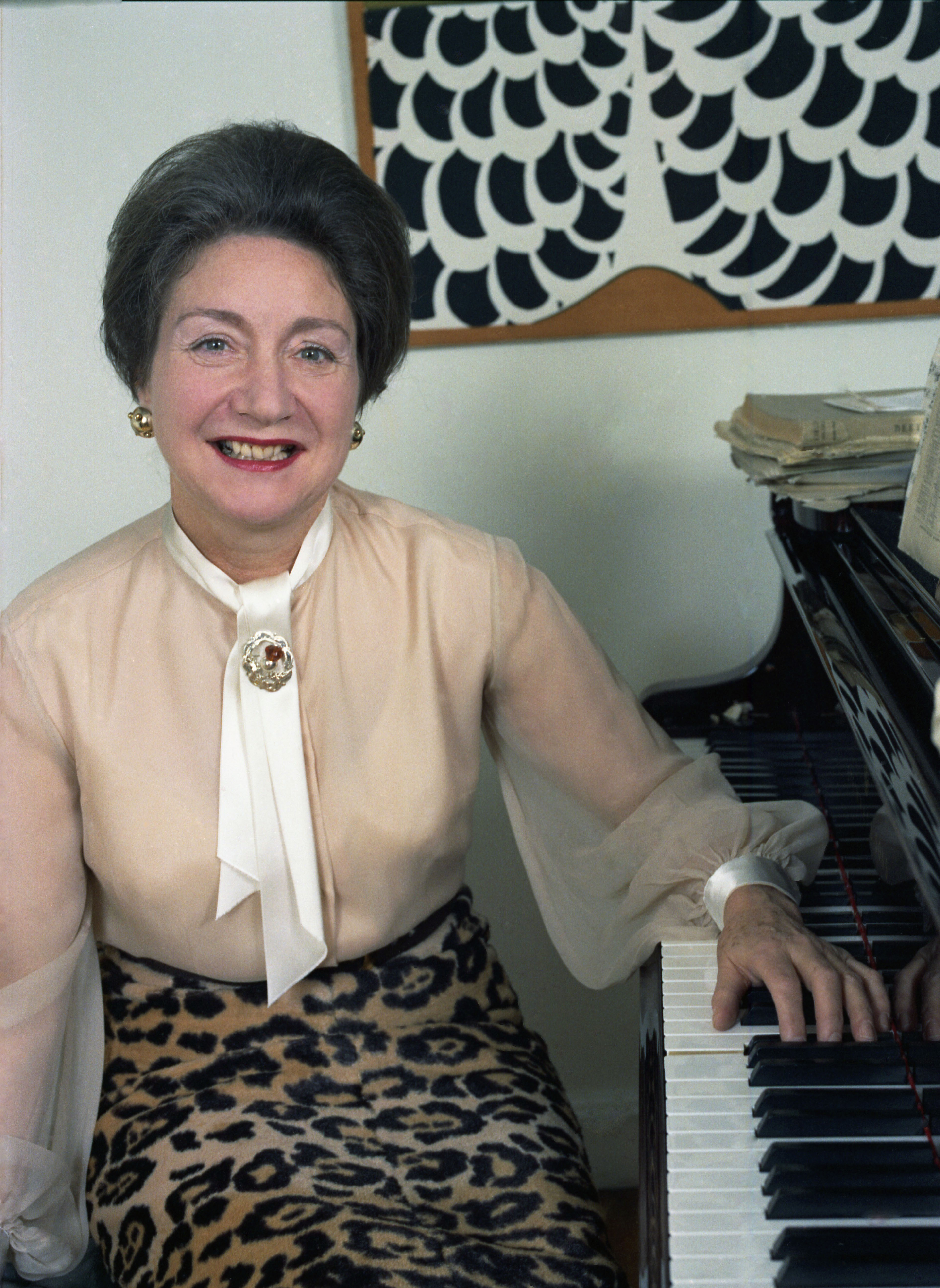
Moura Lympany (1973)

Dame Moura Lympany (* 18. August 1916 in Saltash, Cornwall; † 28. März 2005 in Gorbio, Frankreich; geboren als Mary Gertrude Johnstone) war eine englische Pianistin.

## Leben
Lympany trat dreizehnjährig in die Royal Academy of Music ein, wo sie Klavierschülerin von Ambrose Coviello war. 1932 gewann sie die Challen Gold Medal im Fach Klavier und den Hine Prize für Komposition und führte mit dem Orchester der Akademie unter Leitung von Henry Wood Edvard Griegs Klavierkonzert in a-Moll auf.
Danach studierte sie neun Monate in Wien bei Paul Weingarten und nahm dann Unterricht bei Mathilde Verne, einer Schülerin Clara Schumanns. 1935 debütierte sie mit Schumanns Klavierkonzert unter der Leitung von Thomas Beecham in der Wigmore Hall. Nach Vernes Tod war Lympany zehn Jahre lang Schülerin von Tobias Matthay. Dieser schickte sie 1938 zur Ysaÿe Piano Competition nach Brüssel, wo sie den zweiten Platz hinter Emil Gilels gewann. Artur Rubinstein, der Juror des Wettbewerbs war, arrangierte für sie eine Europatournee.
1940 spielte sie mit sensationellem Erfolg die britische Uraufführung von Aram Chatschaturjans Klavierkonzert. Sie spielte das Werk später unter Leitung des Komponisten in der Royal Albert Hall sowie die Erstaufführungen in Paris, Mailand, Brüller und Australien und nahm es für Decca Records auf Schallplatte auf. Weiterhin spielte sie die Werke zeitgenössischer britischer Komponisten wie Alan Rawsthorne, John Ireland, Benjamin Britten, Richard Arnell, Frederick Delius und Malcolm Williamson.
1946 vertrat Lympany Großbritannien beim Prager Frühling (Festival). 1948 debütierte sie in der New Yorker Town Hall. 1956 unternahm sie mit dem London Philharmonic Orchestra eine Konzertreise durch die Sowjetunion und die Tschechoslowakei. In dieser Zeit nahm sie auch einige Stunden bei Eduard Steuermann. 1973 kaufte Lympany ein Haus in Perpignan in Südfrankreich, wo sie 1980 ein Musikfestival gründete.
1984 spielte sie bei einem Konzert in Boston Brahms’ Variationen über ein Thema von Paganini und Liszts Polonaise in E-Dur. 1994 trat sie bei den Proms mit Rachmaninows zweitem Klavierkonzert auf. Nach ihrem achtzigsten Geburtstag zog sich Lympany von der Konzerttätigkeit zurück. 1992 wurde sie durch die Königin zur Dame Commander of the British Empire ernannt, im gleichen Jahr wurde sie von der französischen Regierung als Chevalier des Arts et Lettres ausgezeichnet. 1995 wurde sie Fellow of the Royal College of Music in London.
Neben dem genannten Klavierkonzert von Chatschaturjan nahm Lympany in den 1940er Jahren u. a. Ernst von Dohnányis Capriccio in f-Moll, Mili Balakirews Islamey und als erste Pianistin sämtliche Präludien Rachmaninows auf. In den 1950er Jahren entstanden u. a. Aufnahmen mit Werken von Felix Mendelssohn Bartholdy, César Franck, Henry Litolff, Frédéric Chopin, Édouard Lalo und Manuel de Falla. 1988 und 1990 entstanden bei EMI zwei Alben mit populären Klavierstücken, 1993 ein Debussy-Album. Kurz vor ihrem 80. Geburtstag spielte sie bei Erato Chopins Préludes Op. 28 und sieben seiner Etüden ein.
| Personendaten    | Personendaten            |
| ---------------- | ------------------------ |
| NAME             | Lympany, Moura           |
| ALTERNATIVNAMEN  | Johnstone, Mary Gertrude |
| KURZBESCHREIBUNG | englische Pianistin      |
| GEBURTSDATUM     | 18. August 1916          |
| GEBURTSORT       | Saltash, Cornwall        |
| STERBEDATUM      | 28. März 2005            |
| STERBEORT        | Gorbio, Frankreich       |